# Dochart
De Dochart (Schots-Gaelisch: Dochard) is een rivier in Perthshire, Schotland. De rivier komt van Ben Lui en stroomt dan oostwaarts naar Loch Dochart en door de gelijknamige vallei. Bij Killin, net voordat de rivier eindigt in Loch Tay, liggen de Falls of Dochart. De rivier wordt soms ook beschouwd als een deel van de bovenloop van de rivier Tay.